# Bloedbad van Thessaloniki

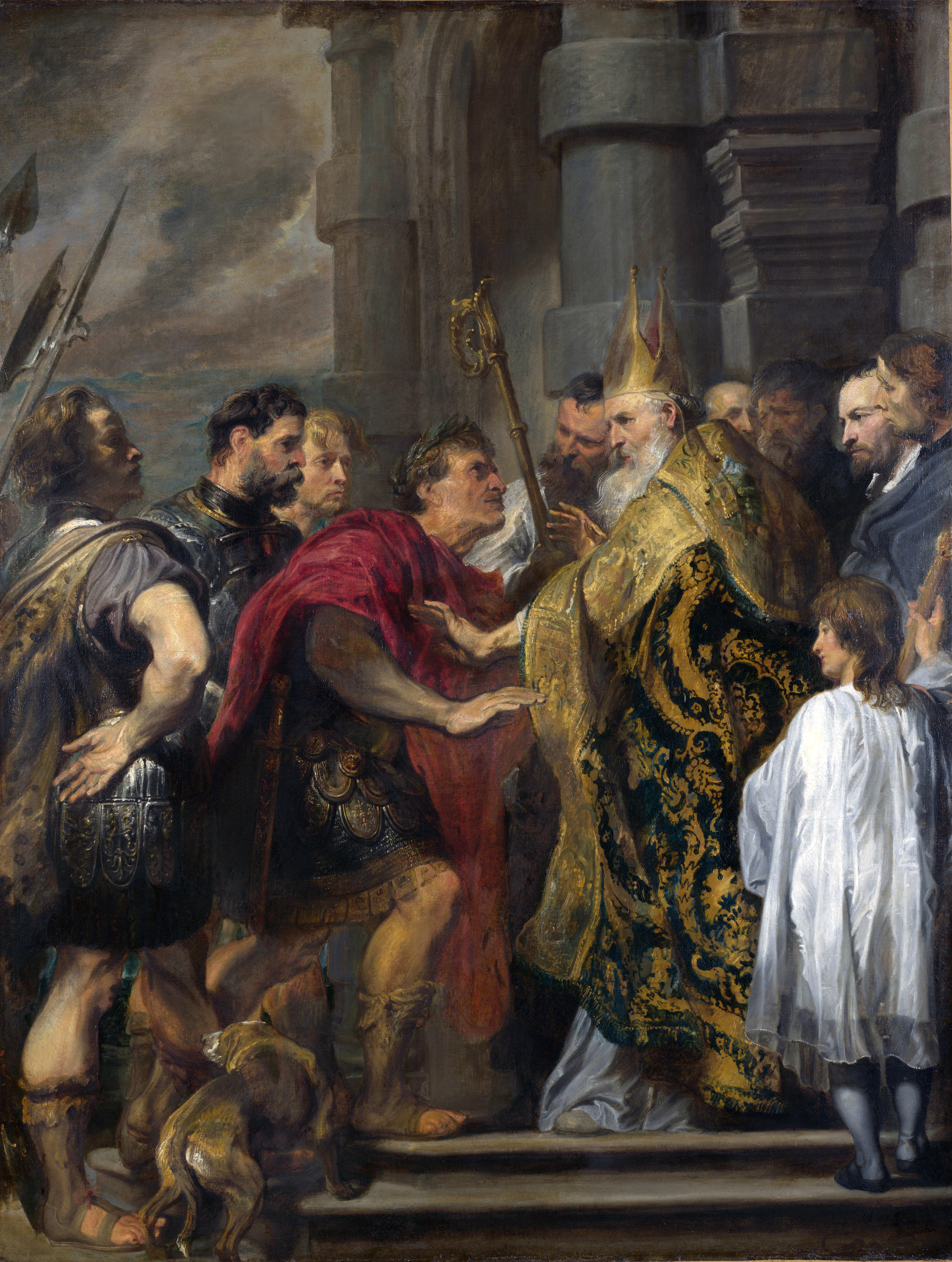
Ambrosius en Theodosius I, Anthony van Dyck.

Het Bloedbad van Thessaloniki was een vergeldingsactie die de Romeinse keizer Theodosius I in 390 liet uitvoeren tegen de inwoners van de tegenwoordig in Griekenland liggende stad Thessaloniki. Zij waren in opstand gekomen toen Butherik, de Romeinse magister militum van Gotische afkomst, een populaire wagenmenner vanwege een poging tot homoseksuele verkrachting had laten arresteren. Tijdens deze ongeregeldheden werd Butherik door supporters van de wagenmenner gedood. Het straffen van de moordenaars liep uit de hand. Naar verluidt zouden bij de represaillemaategelen zo'n 7.000 burgers van Thessaloniki de dood hebben gevonden.
Het gewelddadige optreden van de keizer leidde tot een felle reactie van de kerk. Ambrosius, de bisschop van Milaan, de residentie van Theodosius, sloot de keizer uit van de viering van de eucharistie. Hij werd pas weer toegelaten nadat hij boete had gedaan en een verbod had uitgevaardigd om executies uit te voeren binnen dertig dagen na het uitspreken van het vonnis.